# Сельское поселение «Посёлок Джонка»
Се́льское поселе́ние «Посёлок Джонка» — муниципальное образование в Нанайском районе Хабаровского края Российской Федерации.
Административный центр — посёлок Джонка.

## История
Статус и границы сельского поселения установлены Законом Хабаровского края от 28 июля 2004 года № 208 «О наделении посёлковых, сельских муниципальных образований статусом городского, сельского поселения и об установлении их границ».

## Население
| 2010  | 2011  | 2012  | 2013  | 2014  | 2015  | 2016  |
| ----- | ----- | ----- | ----- | ----- | ----- | ----- |
| 1310  | ↘1309 | ↘1276 | ↗1278 | ↘1268 | ↘1244 | ↘1238 |
| 2017  | 2018  | 2019  | 2020  | 2021  |       |       |
| ↘1192 | ↘1144 | ↘1125 | ↘1099 | ↘950  |       |       |

## Состав сельского поселения
| № | Населённый пункт | Тип населённого пункта          | Население |
| - | ---------------- | ------------------------------- | --------- |
| 1 | Джонка           | посёлок, административный центр | ↘950      |